# Λ-CDMモデル
Λ-CDMモデル（ラムダシーディーエムモデル）とは、「冷たい暗黒物質 （Cold Dark Matter, CDM）モデル」に宇宙項 Λ を加えた宇宙モデルのこと。英語圏では“Lambda-Cold Dark Matter Model”とも表記し、「ラムダ・コールド・ダークマター・モデル」と読む。Λ-CDMあるいはLCDMと略記される場合が多い。それを敢えて日本語に直訳すれば「ラムダ項入りの冷たいダークマター・モデル」あるいは「宇宙項入りの冷たい暗黒物質モデル」などとなるが、いずれにせよ不自然な日本語になるため、ここではΛ-CDMモデルという表記を採用する。
銀河の回転運動（中心部の回転速度と周辺部の回転速度が同じであるというアノマリー）や銀河群、銀河団の運動の観測から、宇宙には光を発しない暗黒物質が存在することを仮定する。そして、元素合成理論から、暗黒物質の主成分が暗い天体（ブラックホール、褐色矮星等）ではないこと、さらに普通の物質とは重力以外では弱く相互作用しない非バリオン的な物質であることが知られている。その中でも、ニュートリノのような軽い（熱い）粒子ではなく、重い（冷たい）粒子（アクシオン、ニュートラリーノなど）から暗黒物質が構成されていると仮定すると、現在見られる宇宙の大規模構造をインフレーション理論で生まれた揺らぎが成長したものとして説明することができる。